# 天健集团

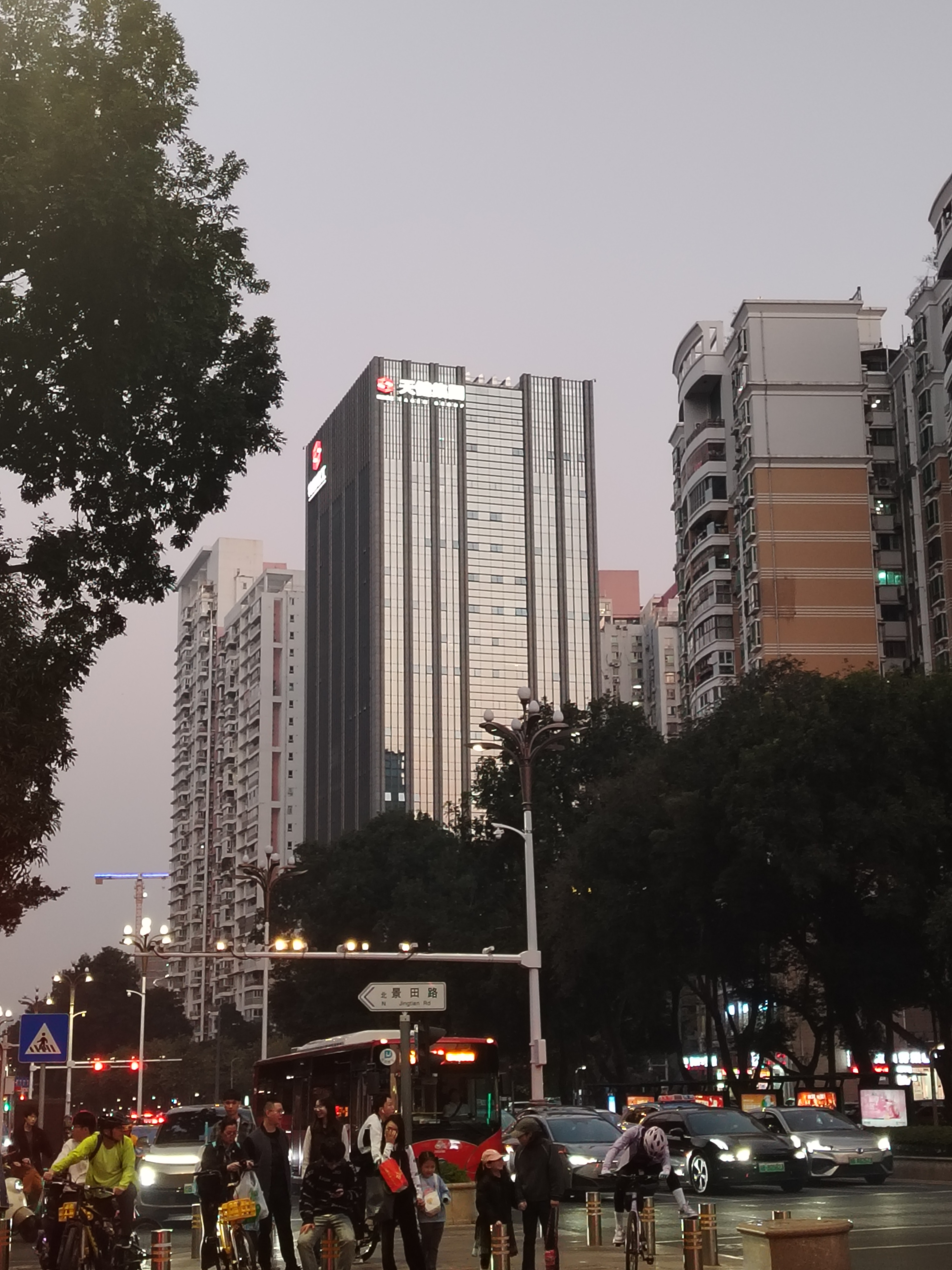
集团总部位于天健商务大厦

深圳市天健（集团）股份有限公司 （深交所：000090，英文：Shenzhen Tagen Group Co.,Ltd.，简称：天健集团），是中国深圳证券交易所的一家上市公司。公司成立于1993年12月6日，业务范围包括：市政公用工程、房屋建筑工程、公路工程、城市轨道交通工程、水利水电工程、机电安装工程；经营房地产开发、商品房经营、物业管理。公司总股本为119778.554万股（2016年）。
目前是深圳特区建工集团旗下核心上市企业。